# Shingo Tomita
Shingo Tomita (富田 晋伍 Tomita Shingo?), född 20 juni 1986 i Tochigi prefektur, är en japansk fotbollsspelare.
Tomita började sin karriär 2005 i Vegalta Sendai. Han spelade 410 ligamatcher för klubben.